# Застава Кеније
Застава Кеније је први пут постављена  12. децембра 1963. 
Црна пруга је симбол народа који ту живи, црвена симболизује крв проливену у борби за независност, а бела представља мир.
У центру се налази традиционални Масаи штит са две сфере. Он је симбол одбране свега што ова застава представља, зато и носи исте боје као и застава.